# Турчинка
Турчинка (укр. Турчинка) — село на Украине, основано в 1925 году, находится в Хорошевском районе Житомирской области.
Население по переписи 2001 года составляет 428 человек. Почтовый индекс — 12114. Телефонный код — 4145. Занимает площадь 2,355 км².

## Известные уроженцы
- Денисюк, Фёдор Игнатьевич — Герой Советского Союза.

## Адрес местного совета
12114, Житомирская область, Хорошевский р-н, с. Ягодинка, ул. Молодёжная, 1, тел.: 9-53-78